# Heinrich Stuhrmann
Heinrich Stuhrmann (* 23. August 1869 in Wehlau, Ostpreußen; † 27. Januar 1940 in Berlin) war ein deutscher Theologe und Politiker (DNVP).

## Leben und Beruf
Stuhrmann studierte Theologie, leistete Wehrdienst bei der preußischen Armee und war von 1896 bis 1904 als Pfarrer in Wehlau tätig. Seit 1904 wirkte er als Pfarrer an der Heilandsgemeinde in Berlin. Er schloss sich dem Jünglingsverein an, war zunächst dessen Mitarbeiter und fungierte von 1906 bis 1912 als Bundeswart des Deutschen Jungmännerbundes in Barmen. Ende 1911 wurde er Direktor des neugegründeten Deutschen Evangelischen Volksbundes für öffentliche Mission des Christentums mit Sitz in Bad Godesberg.
Heinrich Stuhrmann wurde nach der Geburt seines dritten Kindes Witwer und heiratete die 1882 geborene Edith Grunert († 1958), die ihm 5 Töchter und einen Sohn (Harald, gefallen 1940) schenkte. Die älteste Tochter Ruth Schampel, geb. Stuhrmann, heiratete den Bad Godesberger Arzt Kurt Schampel und hatte einen Sohn, Ernst (Internist) und eine Tochter, Ingrid Schampel, die als Autorin neben den biographischen Familienromanen „Bonner Serenade“ und „Berliner intermezzo“ noch weitere neun Bücher, meistens in Bad Godesberg spielend, schrieb.

## Partei
Stuhrmann war vor 1918 Mitglied der Christlich-Sozialen Partei und trat nach der Novemberrevolution in die DNVP ein.

## Abgeordneter
Stuhrmann war von 1921 bis 1928 Mitglied des Preußischen Landtages.